# 左應選
左應選，山西榆次縣人。明末政治人物。

## 生平
天啟元年（1621年）中式辛酉科河南鄉試舉人。崇禎二年（1629年）任直隸昌黎縣知縣。崇禎三年（1630年）正月，後金兵大舉入關，下永平，圍攻昌黎八晝夜。應選率眾誓死抵禦，城池不失。不久，又於雲峯寺殲滅白蓮教數千人，陞山東按察司僉事。但左應選後來因為犯下了一些小過而被朝廷定為貪贓，他成為後來湯開遠勸諫崇禎帝不要綜核太過的例子之一